# 庙港 (河流)
庙港是上海市崇明區西部的一条河流，该河自南始于长江口南支水道，分别与南横引河和北横引河相交后，止于北大堤，全长约16公里。该河枯水期水深仅0.8米，可供20吨级船舶通行。